# Comuna Podstrana, Split-Dalmația
Podstrana este o comună în cantonul Split-Dalmația, Croația, având o populație de 9.129 de locuitori (2011).

## Demografie
Componența etnică a comunei Podstrana
     Croați (98,15%)
     Necunoscut (0,18%)
     Neclasificat (1,31%)
Componența confesională a comunei Podstrana
     Catolici (95,63%)
     Fără religie și atei (1,45%)
     Necunoscută (1,16%)
     Alte religii (1,76%)
Conform recensământului din 2011, comuna Podstrana avea 9.129 de locuitori. Din punct de vedere etnic, majoritatea locuitorilor (98,15%) erau croați. Apartenența etnică nu este cunoscută în cazul a 0,18% din locuitori. Din punct de vedere confesional, majoritatea locuitorilor (95,63%) erau catolici, cu o minoritate de persoane fără religie și atei (1,45%). Pentru 1,16% din locuitori nu este cunoscută apartenența confesională.